# Isopropil-β-D-1-tiogalactopiranósido
El reactivo isopropil-β-D-1-tiogalactopiranósido, o abreviadamente IPTG, es una molécula de uso común en investigación en biología molecular. Se usa como análogo no hidrolizable de la alolactosa para inducir la expresión génica en el laboratorio.
La alolactosa es un metabolito isómero de la lactosa, que dispara la transcripción del operón de expresión lac. A diferencia de la alolactosa, el átomo de azufre (S) en el IPTG crea un enlace covalente no hidrolizable por la bacteria, lo que evita que el IPTG sea degradado progresivamente tras su adición y mantiene así su concentración constante en el medio.
La molécula de IPTG es absorbida por la bacteria a través de la acción de la enzima permeasa de lactosa. Una vez dentro de la célula, induce la transcripción del gen que codifica la β-galactosidasa, una enzima hidrolasa que cataliza la hidrólisis de β-galactósidos a monosacáridos.
En experimentos de clonación, las colonias bacterianas que se han transformado con un plásmido recombinante se pueden identificar usando un análogo de galactosa, el 5-bromo-4-cloro-3-indolil-β-D-galactopiranósido (abreviadamente X-gal). Este compuesto puede ser metabolizado por la β-galactosidasa en galactosa, un monosacárido, y 5-bromo-4-cloro-3-hidroxindol, un compuesto de color azul. Las células transformantes que han captado plásmidos con el operón lac intacto, una vez inducidas por IPTG, están expresando activamente β-galactosidasa, que hidroliza X-gal y colorea de azul sus colonias. Las colonias de células transformantes que han captado un plásmido con el operón lac recombinante, en cuyo interior se ha insertado el gen de la proteína de interés, sufren con la inserción la inactivación del gen lacZ (uno de los genes que codifica la β-galactosidasa) y por tanto, no pueden expresar β-galactosidasa ni degradar X-gal, permaneciendo sus colonias de color blanco.
Muchos elementos regulatorios del operón lac se utilizan de esta manera como sistemas inducibles de expresión de proteínas. IPTG es un inductor efectivo en un rango de concentraciones de 100 μM a 1,5 mM.